# Локмарья-Плузане
Локмарья-Плузане (фр. Locmaria-Plouzané) — коммуна на северо-западе Франции, находится в регионе Бретань, департамент Финистер, округ Брест, кантон Сен-Ренан. Расположена в 18 км к западу от Бреста, на восточном побережье моря Ируаз. 
Население (2019) — 5 092 человека. 

## Достопримечательности
- Церковь Нотр-Дам конца XVIII века
- Часовня Святого Себастьяна XVII века
- Остатки форта Тулброш

## Экономика
Структура занятости населения:
- сельское хозяйство — 9,4 %
- промышленность — 11,8 %
- строительство — 10,4 %
- торговля, транспорт и сфера услуг — 32,7 %
- государственные и муниципальные службы — 35,7 %

Уровень безработицы (2018) — 7,3 % (Франция в целом —  13,4 %, департамент Финистер — 12,1 %). 

Среднегодовой доход на 1 человека, евро (2018) — 25 710 (Франция в целом — 21 730, департамент Финистер — 21 970).

## Демография
Динамика численности населения, чел.

## Администрация
Пост мэра Локмарья-Плузане с 2001 года занимает Вивьян Годбер (Viviane Godebert). На муниципальных выборах 2020 года возглавляемый ею правый блок победил в 1-м туре, получив 59,16 % голосов.
| Период | Период | Фамилия       | Партия                                      | Примечания                                |
| ------ | ------ | ------------- | ------------------------------------------- | ----------------------------------------- |
| 1971   | 1983   | Жан Эрри      | Разные правые                               | фермер                                    |
| 1983   | 1995   | Ив Рью        | Объединение в поддержку Республики          | руководитель государственного предприятия |
| 1995   | 2001   | Роже Абален   | Социалистическая партия                     | специалист по эргономике                  |
| 2001   |        | Вивьян Годбер | Союз демократов и независимых Разные правые | руководящий работник                      |

## Города-побратимы
- Уэмбери, Великобритания